# Julia Puszetowa
Julia Puszetowa, właściwie Julia du Puget z hrabiów Kwileckich herbu Byliny (ur. 4 lutego 1877 w Oporowie, zm. 4 grudnia 1951 w Krakowie) – polska malarka, baronowa, działaczka społeczna i charytatywna, przewodnicząca Narodowej Organizacji Kobiet w Krakowie. 

## Życiorys

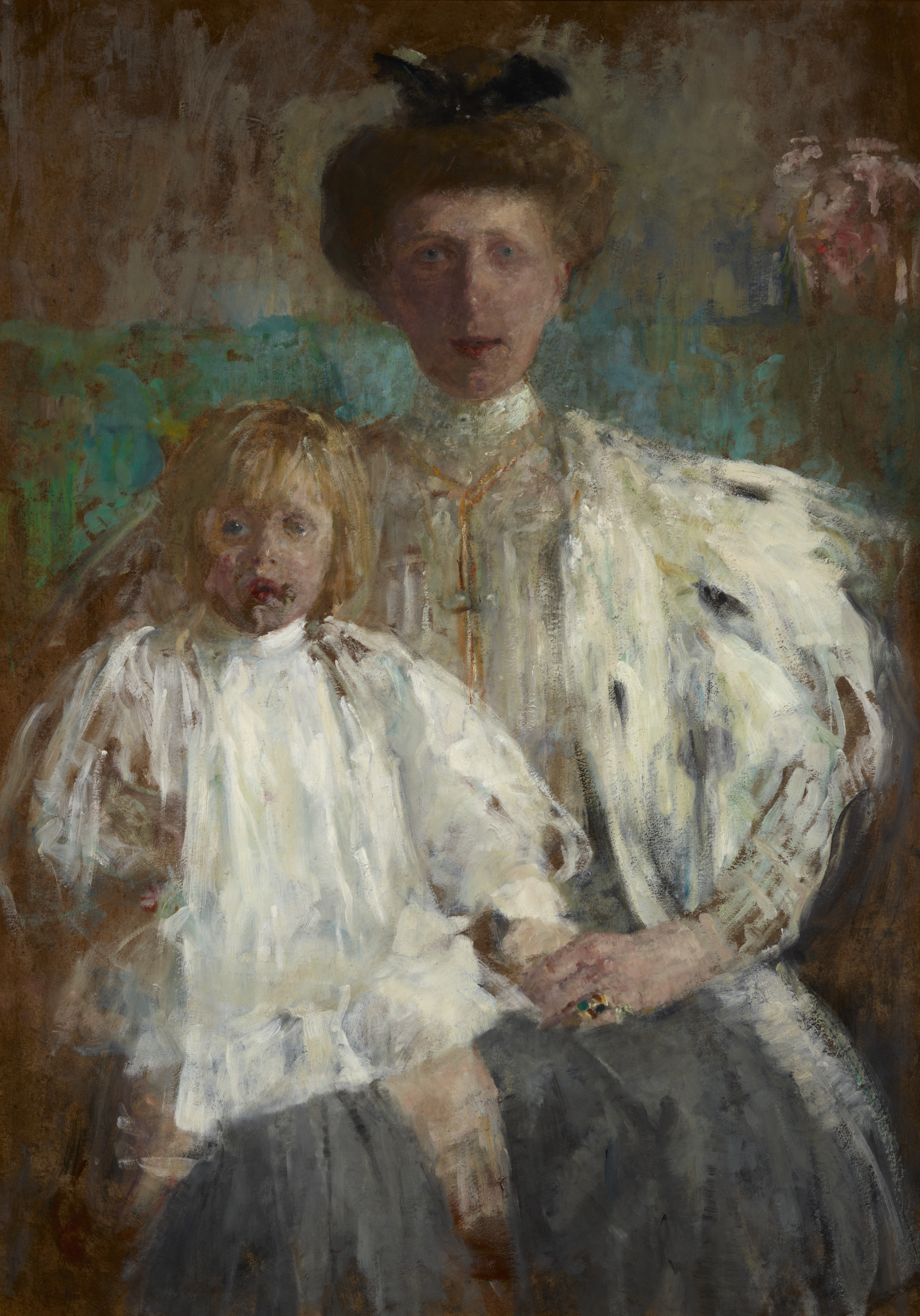
Portret Julii Puget z Kwileckich wraz z synem Jackiem, autorstwa Olgi Boznańskiej

Od 1888 uczyła się w gimnazjum Sióstr Urszulanek w Krakowie. W 1893 przebywała też w Szkole Pracy Społecznej Zakładu Matki Bożej Dobrej Rady, czyli w Zakładzie Kuźnickim, prowadzonym przez Jadwigę Zamoyską. Wpływ Kuźnic był decydujący dla uformowania jej postaw społecznych. W latach 1895-1899 studiowała w Krakowie malarstwo w prywatnej szkole Jana Stanisławskiego i Teodora Axentowicza oraz u Leona Wyczółkowskiego.  Po wyjściu za mąż zamieszkała w Krakowie. Jako wolna słuchaczka uczęszczała na wykłady filozofii starożytnej i historii na Uniwersytecie Jagiellońskim. W 1905 wyjechała z mężem do Paryża, gdzie uczyła się malarstwa u Luciena Simona i Jacquesa-Émile Blanche.
Zaangażowała się w działalność założonego w maju 1916 przy parafii Wszystkich Świętych komitetu opieki nad dziećmi. W akcji tej była głównym organizatorem i opiekunem sekcji chłopięcej, czyli Klubu Chłopców Krakowskich, przekształconego następnie w Klub Ulicznika. Jego zadaniem było umożliwienie pozostającym bez opieki chłopcom odrobienie zadań szkolnych i zorganizowanie im czasu wolnego (pogadanki, lektury, zabawy, chór, zajęcia praktyczne).
W odrodzonej Polsce była członkiem i przewodniczącą Koła Krakowskiego Narodowej Organizacji Kobiet. W związku z przygotowaniami do plebiscytu na Śląsku Cieszyńskim i Mazurach nawiązała z ramienia NOK kontakt z przedstawicielami przybyłej tam Komisji Międzysojuszniczej. Brała też udział w akcji plebiscytowej na Mazurach. Z inicjatywy kierowanego przez nią Koła Krakowskiego NOK powstał w 1921 powstał komitet ratunkowy wszystkich organizacji kobiecych dla pomocy repatriantom z Rosji Radzieckiej. W wyborach w 1922 kandydowała z listy nr 8 (Chrześcijański Związek Jedności Narodowej) w okręgu 41 (Kraków). Została wybrana na zastępcę posła. Od 1924 do wybuchu wojny przebywała przeważnie w Wielkopolsce, od 1925 dzierżawiąc od bratanka rodzinne Oporowo. Stamtąd jako kuratorka kierowała pracą patronatu nad więźniami Zakładu Karnego we Wronkach, obejmującą opiekę materialną, zdrowotną, prawną oraz kulturalną, m.in. organizowanie zajęć, biblioteki, prelekcji, spotkań autorskich, przedstawień amatorskich, w których grali więźniowie.
Okupację niemiecką i okres powojenny spędziła w Krakowie. Po przebyciu dwóch zawałów zmarła 4 grudnia 1951 w Krakowie. Została pochowana w grobowcu rodzinnym na cmentarzu Rakowickim.

## Rodzina
Była córką hrabiego Mieczysława Maria Kwileckiego h. Byliny, działacza społecznego i gospodarczego, oraz Marii Nepomuceny Julii z Mańkowskich h. Zaremba. Jej bratem był m.in. Kazimierz Kwilecki. Ze strony matki była wnuczką pisarki Bogusławy Mańkowskiej i prawnuczką generała Jana Henryka Dąbrowskiego. 12 sierpnia 1902 w Ostrorogu wyszła za mąż za barona Ludwika Pugeta, z którym miała 2 synów: rzeźbiarza Jacka Jakuba i Antoniego Jana oraz córkę Marię po mężu Żółtowską.

## Ordery i odznaczenia
- Złoty Krzyż Zasługi (sierpień 1939)[2]